# 胶高县
胶高县，中国旧县名。
1945年，中共政权于山东解放区由胶县、高密两县胶济铁路以北地区析置，治夏庄（今山东高密市区东北）。以两县首字为名。1949年撤销，并入胶县、高密两县。 